# Gila Bergqvist
Gila Helena Bergqvist Ulfung, född Hasson 28 november 1967 i Brännkyrka församling i Stockholm, är en svensk filmproducent och före detta barnfilmskonsulent och programledare.

## Biografi
Gila Bergqvist Ulfung utbildade sig till filmproducent på Dramatiska institutet. Hon började arbeta som programledare tillsammans med Jan Trolin och Ellinor Persson i ungdomsprogrammet Unga tvåan, som producerades av SVT Växjö i slutet av 1980-talet. 1990 var hon programledare för SVT:s sommarlovsprogram Sommarlov ihop med samma duo. Året efter ledde hon också programmet, men då istället med Peter Settman och Fredde Granberg. Den trion skulle även fortsätta tillsammans som programledare i Gerilla TV - Laijv och Megafon. Där sändes de tre säsongerna av Byhåla, om de båda raggarna Ronny och Ragge. Bergqvist gästspelade som sig själv i Byhåla och Byhåla 2: Tillbaka till Fårrden.
Utöver det har hon varit programledare för Go'morron Sverige tillsammans med Lennart Persson (1993) samt deltagare i Fångarna på fortet (1993) och På spåret (1995). Säsongerna 2000 och 2001 var hon, efter ett uppehåll, programledare för Sommartorpet på SVT. Hon har regisserat kortfilmen Kontraktet (2002) och arbetat som barn- och ungdomsfilmkonsulent på Svenska Filminstitutet 2002–2005.

## Familj
Gila Bergvist Ulfung är gift med Karl Fredrik Ulfung, son till operasångaren Ragnar Ulfung. Tidigare var hon enbart känd under efternamnet Bergqvist.